# Mason Gooding
Mason Gooding (Los Ángeles, California; 14 de noviembre de 1996) es un actor estadounidense. Conocido por sus papeles en Booksmart, Everything's Gonna Be Okay y Love, Victor. Mason Gooding es hijo del famoso actor Cuba Gooding Jr.

## Primeros años
Gooding nació el 14 de noviembre de 1996 en Los Ángeles, California. Hijo de Cuba Gooding Jr. y Sara Kapfer, tiene un hermano y una hermana, siendo él el mediano. Su abuelo paterno es Cuba Gooding Sr, cantante y antiguo cantante de la banda de R&B The Main Ingredient. Su tío es el también actor Omar Gooding.
Acudió al Windward High School de California, en el que jugó al fútbol americano durante cuatro años. En el año 2015, Mason se graduó y fue admitido en la New York Tisch School of the Arts. Allí estudió escritura dramática y psicología. Durante el primer año de carrera abandonó la universidad tras conseguir varios papeles en televisión.

## Carrera
Su primer papel importante lo consiguió en la serie de televisión Ballers, en 2018. En dicha serie, interpretó a Parker Jones. En ese mismo año, apareció en un episodio de The Good Doctor, en el que hacía del paciente Billy Cayman.
El punto de inflexión en su carrera vino de la mano de la película Booksmart, donde consiguió un papel más importante desarrollando el personaje de Nick. Ese mismo año apareció en la película de Netflix Let It Snow, encarnando a Jeb. En 2020 tuvo un rol protagónico como Luke en Everything's Gonna Be Okay. Además, consiguió un papel principal como Andrew Spencer en Love, Victor. Otra de sus apariciones en ese mismo año fue en un capítulo de Star Trek: Picard como Gabriel Hwang.

## Filmografía

### Cine
| Año  | Título                  | Rol               | Notas        |
| ---- | ----------------------- | ----------------- | ------------ |
| 2016 | Godspeed                | Johnny            | Cortometraje |
| 2018 | When Don Met Vicky      | Don               | Cortometraje |
| 2019 | Booksmart               | Nick              |              |
| 2019 | Don't Say No            | Brandon           | Cortometraje |
| 2019 | Let It Snow             | Jeb               |              |
| 2021 | Violent Nights          | Rick              | Cortometraje |
| 2021 | Alone Together with You | Harry             | Cortometraje |
| 2022 | Scream                  | Chad Meeks-Martin |              |
| 2022 | Moonshot                | Calvin Riggs      |              |
| 2022 | Pools                   | Reed              |              |
| 2022 | I Want You Back         | Paul              |              |
| 2023 | Scream 6                | Chad Meeks-Martin |              |
| 2025 | Heart Eyes              | Jay               |              |
| 2026 | Scream 7                | Chad Meeks-Martin |              |

### Televisión
| Año       | Título                     | Rol                   | Notas                          |
| --------- | -------------------------- | --------------------- | ------------------------------ |
| 2017      | Spring Street              | Opera House Bartender |                                |
| 2018      | Ballers                    | Parker Jones          | 3 episodios                    |
| 2018      | The Good Doctor            | Billy Cayman          | Episodio «Empathy»             |
| 2020      | Everything's Gonna Be Okay | Luke                  | 4 episodios                    |
| 2020      | Star Trek: Picard          | Gabriel Hwang         | Episodio «Stardust City Rag»   |
| 2020-2021 | Love, Victor               | Andrew                | Elenco principal; 20 episodios |